# Autoestereograma

Autostereograma animado: imagen de un tiburón nadador, para ver en visión paralela.

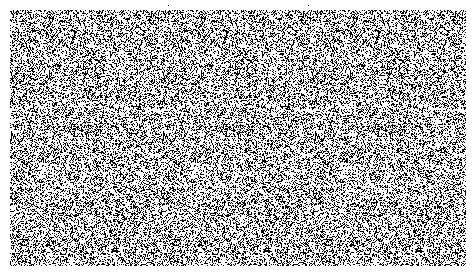
Autostereograma fijo: imagen de la letra π. Nada más que un conjunto de puntos aparece a primera vista. Imagen observable en visión paralela.

Un  autostereograma  es un estereograma que consiste en una sola imagen que da la ilusión de una escena tridimensional (3D) a partir de una imagen bidimensional (2D). Para percibir formas tridimensionales gracias a los autoestereogramas, el cerebro debe realizar un esfuerzo ocular de convergencia y depuración disociado de la acomodación del ojo.
El autostereograma más simple consiste en una serie de patrones repetidos horizontalmente. Cuando lo vemos con buena convergencia, tenemos la impresión de que los patrones flotan por encima o por debajo de la imagen base. En el libro (Magic Eye), podemos encontrar otro tipo de autostereograma compuesto por una multitud de pequeños puntos. La animación en la parte superior derecha, por ejemplo, es una. Cada píxel de la imagen es calculada por una computadora. En todos los casos, con la buena convergencia de los ojos debemos ver aparecer una forma tridimensional.
A diferencia de los estereogramas convencionales, los autoestereogramas se pueden ver sin estereoscopio. Un estereoscopio presenta dos imágenes 2D de un objeto tomadas desde un ángulo ligeramente diferente, de modo que el cerebro tiene una vista en 3D de ese objeto. En el caso del autostereograma, el cerebro recibe dos patrones 2D en cada ojo, pero no los une correctamente. Reúne los patrones en un objeto virtual debido a los malos ángulos de paralaje, y el objeto virtual, por lo tanto, no está en el mismo plano que la imagen del autostereograma.
Hay dos formas de ver un autoestereograma: manteniendo los ojos relativamente paralelos o haciéndolos converger. La mayoría de los autoestereogramas están diseñados para ser vistos de la primera manera.

## Historia
En 1838, el científico británico Charles Wheatstone publicó una explicación del fenómeno de estereoscopía (o visión binocular). Ilustró su explicación mostrando una imagen con diferencias de alineación horizontales: se tenía la ilusión de una imagen 3D mirando la imagen a través de un estereoscopio provisto de espejos.
Entre 1849 y 1850, el científico escocés David Brewster mejoró el estereoscopio Wheatstone al reemplazar los espejos por lentes.
Brewster también descubrió el efecto «fondo de pantalla». Se dio cuenta de que arreglando un fondo de pantalla por un tiempo, el cerebro tiende a agrupar algunos patrones para formar objetos virtuales. Es sobre este principio en que se basan algunos autostereogramas.
En 1919, Herbert John Mobbs lanzó el primer autoestereograma de puntos aleatorios (publicado en 1996 en el Boletín N.º 796 del Stéréo-Club Francés), concepto desarrollado ampliamente entonces por Béla Julesz mientras trabajaba en Bell Laboratories. Julesz usó un ordenador para calcular un par de imágenes formadas por una multitud de pequeños puntos.
En 1979, el alumno de Julesz, Christopher Tyler, presentó un autostereograma punto por punto, combinando las teorías de la imagen "fondo de pantalla" y la imagen "punto por punto". Este tipo de estereograma hizo posible ver formas 3D desde una sola imagen 2D sin usar ningún instrumento óptico.

## Principio de los autostereogramas
La visión estereoscópica es la superposición de dos imágenes similares pero no idénticas, lo que da como resultado la ilusión de solidez y profundidad. En el cerebro humano, la visión binocular es el resultado de mecanismos complejos que forman una representación tridimensional de la imagen al hacer coincidir cada punto (o conjunto de puntos) visto por un ojo con el punto correspondiente (o conjunto de puntos correspondientes) visto por el otro ojo. Al usar el fenómeno de la disparidad binocular, el cerebro le da a cada punto un índice de profundidad.
Cuando el cerebro se enfrenta a un patrón que se repite como un fondo de pantalla, no puede superponerse a la visión del ojo izquierdo y el ojo derecho. Si miramos un patrón que se repite horizontalmente, pero convergiendo los ojos en un punto detrás de la pared, el cerebro superpondrá un patrón visto por el ojo izquierdo, y otro patrón similar visto por el ojo derecho para formar una imagen virtual "detrás" de la pared. La profundidad a la que se ve la imagen virtual depende de la distancia entre los dos patrones observados.
Los autoestereogramas utilizan este principio para crear imágenes en 3D: si los patrones están cerca uno del otro, la imagen virtual aparece cerca, mientras que si los patrones están distantes entre sí, la imagen virtual parece distante. Las imágenes virtuales se perciben como un "agujero" en la imagen base.

## Técnicas de realización
Los estereogramas son extremadamente complejos de realizar manualmente. Es un conjunto de píxeles que debe calcularse con precisión por computadora. Un ejemplo es Surface 3D Release 2 de Andreas Moll.

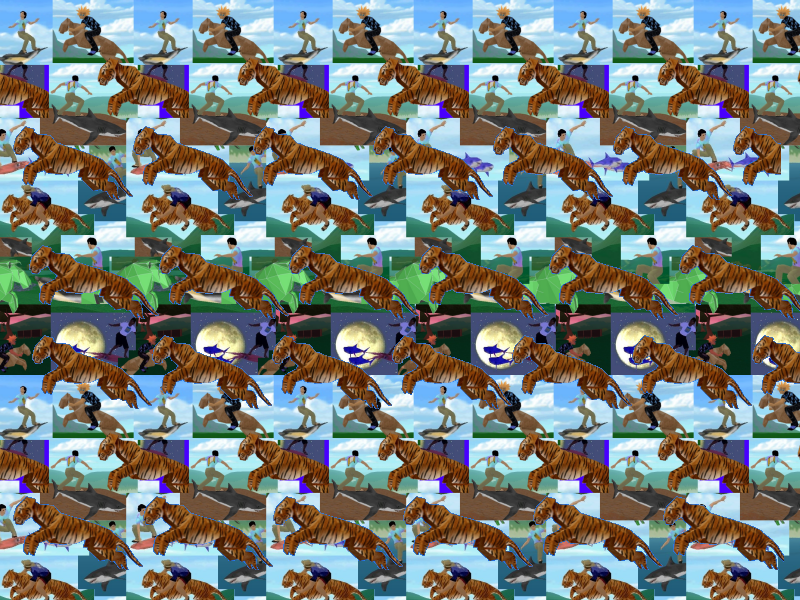
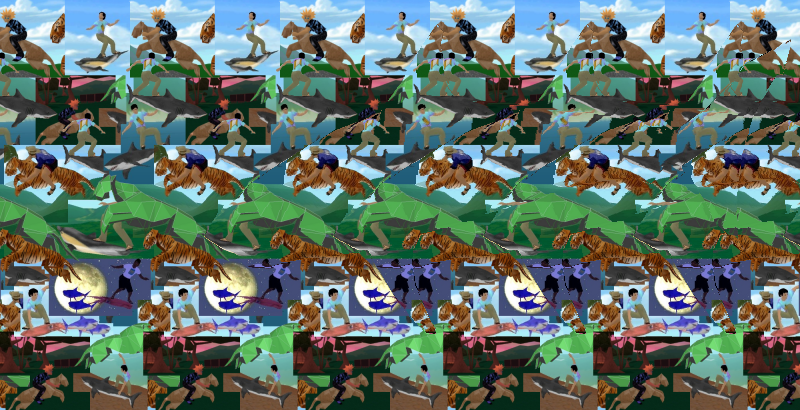
Variaciones sobre un tema animal
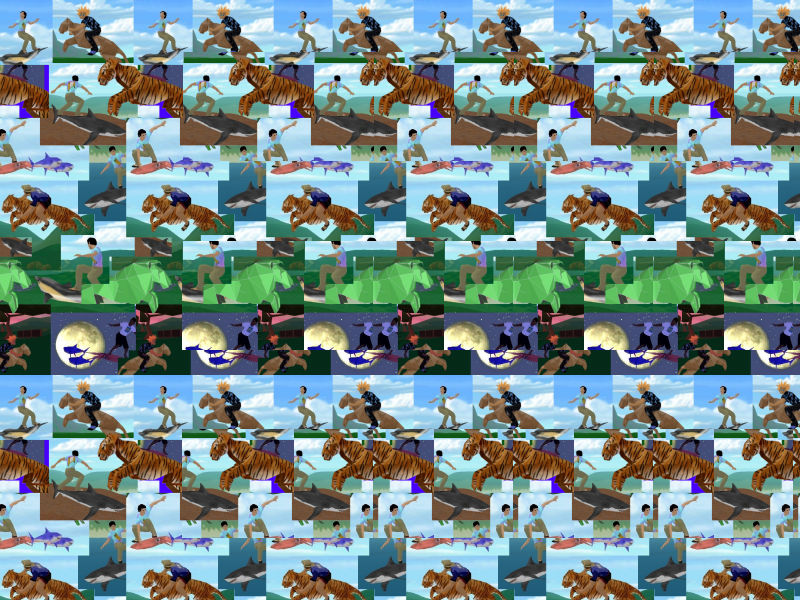

## El autostereograma y el arte contemporáneo
Salvador Dalì creó varios estereogramas en su exploración de los diversos tipos de ilusión óptica. Recientemente, el artista italiano Ivan Cangelosi (un artista figurativo que utiliza la escritura a mano exclusivamente para crear sus obras) ha creado un autostereograma de punto aleatorio hecho completamente a mano, y en particular, el de El himno completo de Dante Alighieri "El Paraíso".

## Técnica de visualización sin instrumentos

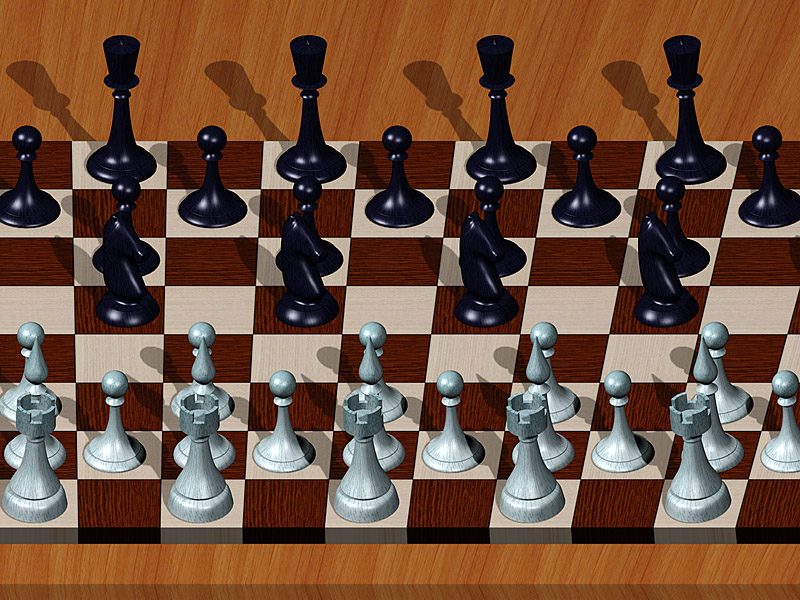
Ejemplo de autostereograma dando un efecto de visión en profundidad

Es posible observar los autoestereogramas sin instrumento, con un poco de entrenamiento, mirando la ola, muy por detrás de la imagen, para reducir la convergencia de los ojos y así acercarse a la visión paralela. Para empezar, la forma más fácil es acercarse mucho a la imagen sin intentar mirarla, luego alejarse gradualmente. Entonces percibimos la imagen en relieve.
El éxito de este ejercicio requiere una fuerte disociación entre la convergencia y la acomodación de los dos ojos, que normalmente están vinculados; por lo tanto, depende de dos factores importantes: una mirada vaga lejana y una mayor paciencia porque la imagen no aparece instantáneamente. Esto requiere un tiempo de adaptación para ver el alivio en detalle, difiere según las personas. Para aquellos que no pueden, pueden poner un prisma delante de un ojo.
Tenga cuidado, sin embargo, no observe demasiado un autoestereograma: de hecho, requiere un gran esfuerzo visual, que puede ser malo si es demasiado intenso.

## El autostereograma animado
Un autostereograma animado es una superposición simple de imágenes estereoscópicas que se desplazan rápidamente, en el mismo estilo de los dibujos animados. La desventaja de esta técnica es que no es posible corregir una textura delimitada solo en el objeto en relieve. Resulta que no se puede usar la animación para el cine, por ejemplo. Un autostereograma animado notable es el clip de la canción "Black Is Good" de Young Rival, que consiste en animaciones con un fondo común para no perder el centrarse.
Pero el autostereograma animado sigue siendo un medio para mover la representación del relieve de fácil implementación.